# Ludovico Lana

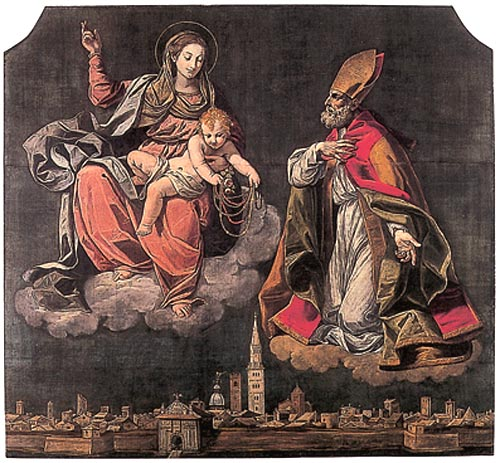
Gonfalone de Módena: San Geminiano encomienda la ciudad de Módena a la Virgen

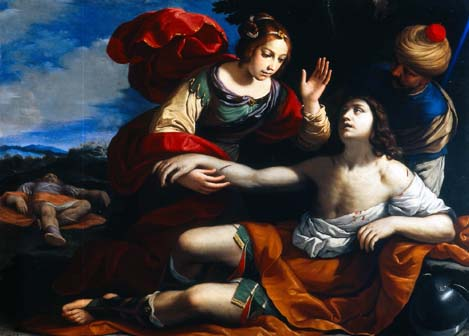
Erminia y Tancredo

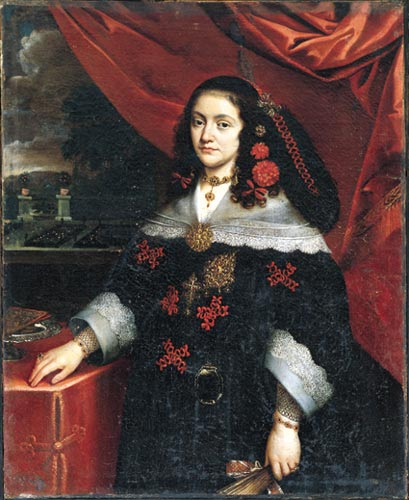
Retrato de Maria Farnese (?)

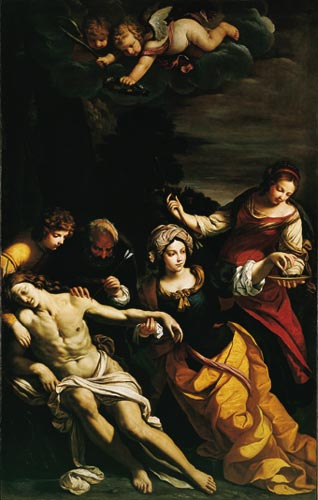
San Sebastián socorrido por Santa Irene

Ludovico Lana (Codigoro, 1597-Módena, 1646), pintor italiano activo durante el Barroco.

## Biografía
Nació en Codigoro, cerca de Ferrara, en una familia de origen bresciano. Su primera formación artística la recibió junto a Scarsellino y después, en una breve estancia en Bolonia, donde pudo conocer el trabajo de los dos grandes líderes de la escuela local, Guido Reni y el Guercino. Entre sus primeras influencias cabe citar también a Carlo Bononi.
No quedan pruebas de la primera actividad de Lana en Ferrara; sin embargo, debió ya de haber adquirido alguna notoriedad cuando fue llamado a Módena en 1619, capital de los estados de la familia Este después de que estos perdieran Ferrara a manos del Papa.
Uno de los primeros encargos que recibió (1627) fue la realización de una copia del retrato de Isabel de Saboya (fallecida en 1625), esposa del duque Alfonso III. Lana siguió trabajando para los Este, sobre todo para el duque Francisco I y su corte, así como para diversos nobles y hermandades religiosas modenesas. Uno de sus trabajos más importantes fue el estandarte (gonfalone) de la procesión de agradecimiento por el final de la peste de 1633, que muestra una vista de la ciudad de Módena.
Su estilo fue siempre dulce y algo sentimental, aunque en su fase madura se dejó influir más por la vena clasicista que imponía la Escuela Boloñesa. Los gustos de sus distinguidos clientes también le impulsaron a seguir en esta dirección. Fue un artista muy reconocido en vida, pues ejerció de director de la Accademia Ducale di Módena. Entre sus alumnos más destacados figura Francesco Stringa.
Lana fue también un impresor de talento, que produjo obras de notable calidad en este campo.

## Obras destacadas
- Escenas de la Vida de San Ignacio de Loyola y San Francisco Javier (San Bartolomeo, Módena)
- Martirio de los santos Gervasio y Protasio (San Pedro, Módena)
- Erminia y Tancredo (Museo Civico, Módena)
- Gonfalone de Módena (1633, Palazzo Comunale, Módena)
- Paisaje fluvial con bañistas (1635, Colección particular, Bolonia)
- Pala de la Peste: Virgen con santos y escenas de la peste (1636, iglesia del Voto, Módena)
- Virgen della Ghiara (Santa Maria della Ghiara, Reggio Emilia)
- Retrato de Fulvio Testi (Galería Estense, Módena)
- Retrato de María Farnese, duquesa de Módena (Colección Malvezzi, Dozza)
- Retrato del músico Girolamo Valeriani (Colección privada)
- Natividad de la Virgen (1640-45, Pinacoteca Civica, Cento)
- Sagrada Familia (1640-45, Galería Estense, Módena)
- San Sebastián socorrido por Santa Irene (Banca Popolare dell'Emilia Romagna, Módena)
- Crucifixión con las tres Marías y San Juan Evangelista (1646, iglesia del Voto, Módena), inacabada a la muerte del pintor.